# Maytenus revoluta
Maytenus revoluta är en benvedsväxtart. Maytenus revoluta ingår i släktet Maytenus och familjen Celastraceae.

## Underarter
Arten delas in i följande underarter:
- M. r. bissei
- M. r. macrophylla
- M. r. revoluta
- M. r. jaucoensis